# Scopula internataria
Scopula internataria là một loài bướm đêm trong họ Geometridae.